# HVV Tubantia in het seizoen 1963/64
Het seizoen 1963/1964 was het negende jaar in het bestaan van de Hengelose betaaldvoetbalclub Tubantia. De club kwam uit in de Tweede divisie A en eindigde daarin op de zesde plaats. Tevens deed de club mee aan het toernooi om de KNVB beker, hierin werd de club in de eerste ronde uitgeschakeld door Fortuna '54 (2–3).

## Wedstrijdstatistieken

### Tweede divisie A
|       | Alkmaar '54 | Be Quick | EDO   | 't Gooi | Haarlem | Heerenveen | Hilversum | HVC   | KFC   | Leeuwarden | PEC   | RCH   | ZFC   | Zwartemeer | Zwolsche Boys |
| ----- | ----------- | -------- | ----- | ------- | ------- | ---------- | --------- | ----- | ----- | ---------- | ----- | ----- | ----- | ---------- | ------------- |
| Thuis | 1 – 0       | 1 – 3    | 2 – 1 | 3 – 3   | 1 – 1   | 0 – 3      | 3 – 3     | 2 – 3 | 3 – 1 | 2 – 1      | 3 – 1 | 1 – 2 | 4 – 0 | 0 – 2      | 0 – 1         |
| Uit   | 3 – 2       | 2 – 1    | 1 – 3 | 4 – 1   | 2 – 3   | 1 – 1      | 0 – 0     | 3 – 1 | 1 – 2 | 0 – 2      | 0 – 4 | 3 – 1 | 1 – 6 | 1 – 0      | 0 – 4         |

### KNVB beker
| 1e ronde                                   | Tubantia               | 2 – 3 (0 – 2) | Fortuna '54                                              |
| 29 september 1963 Plaats: Hengelo Veldwijk | Barend Vrielink –', –' |               | 10' Peter Benen 28' Sef Horsels 75' Aleksandar Petaković |

## Statistieken Tubantia 1963/1964

### Eindstand Tubantia in de Nederlandse Tweede divisie A 1963 / 1964
| Stand | Gespeeld | Gewonnen | Gelijk | Verloren | Punten | Doelpunten voor | Doelpunten tegen |
| ----- | -------- | -------- | ------ | -------- | ------ | --------------- | ---------------- |
| 6e    | 30       | 13       | 5      | 12       | 31     | 57              | 47               |

### Topscorers
| #              | Naam               | Goal |
| -------------- | ------------------ | ---- |
| 1.             | Bertus Strating    | 23   |
| 2.             | Herman Vrielink    | 8    |
| 3.             | Jan Rompelman      | 7    |
| 4.             | Rinus Paskamp      | 6    |
| 5.             | Jan Ruinemans      | 3    |
| 6.             | Paul Lankamp       | 2    |
| 6.             | Guus Velders       | 2    |
| 6.             | Bart Vrielink      | 2    |
| 9.             | Huub Scherpenisse  | 1    |
| Eigen doelpunt |                    |      |
| –              | Piet Beekman (HVC) | 1    |
| Totaal         | Totaal             | 57   |

| #      | Naam            | Goal |
| ------ | --------------- | ---- |
| 1.     | Barend Vrielink | 2    |
| Totaal | Totaal          | 2    |